# ألان ر. مكينون
ألان ر. مكينون (بالإنجليزية: Allan R. McKinnon)‏ هو سياسي أمريكي، ولد في 2 يونيو 1930 في ويماوث في الولايات المتحدة. حزبياً، نشط في الحزب الديمقراطي.